# Oberholzklau
Oberholzklau is een deel van de gemeente Freudenberg in het district Siegen-Wittgenstein in Westfalen in Noordrijn-Westfalen in Duitsland. 
Oberholzklau is een plaats waar van oorsprong Moselfrankisch wordt gesproken. Het ligt aan de Uerdinger Linie.  
Oarwerholzklau is de Moselfrankische naam van Oberholzklau. 
Oberholzklau hoort bij Freudenberg sinds 1969.